# توم هاربر
توم هاربر (بالإنجليزية: Tom Harper)‏ هو ممثل بريطاني، ولد في 1977.

## وصلات خارجية
- توم هاربر على موقع IMDb (الإنجليزية)
- توم هاربر على موقع قاعدة بيانات الفيلم (الإنجليزية)